# Nosso amor rebelde
Nosso amor rebelde è il secondo album in studio in lingua portoghese (per il mercato brasiliano) del gruppo musicale messicano RBD, pubblicato nel 2006.
Si tratta della versione brasiliana del secondo album in studio del gruppo in lingua spagnola, ossia Nuestro amor.

## Tracce
1. Nosso Amor – 3:34
2. Feliz Aniversário – 2:58
3. Esse Coração – 3:27
4. Venha de Novo O Amor – 3:34
5. Ao Seu Lado – 3:46
6. Fora – 3:36
7. O Que Houve Com O Amor? – 3:44
8. O Que Há Por Trás? – 3:17
9. Atrás de Mim – 3:11
10. Só Para Você – 3:43
11. Uma Canção – 3:37
12. Me Voy – 3:25
13. Así Soy Yo – 3:08
14. Nuestro Amor (Music video) – 3:32